# Gold Hill (Colorado)
Pour les articles homonymes, voir Gold Hill.
Gold hill est un village du comté de Boulder, dans le Colorado, aux États-Unis situé à 40° 03′ 50″ N, 105° 24′ 43″ O au-dessus de Lefthand canyon.

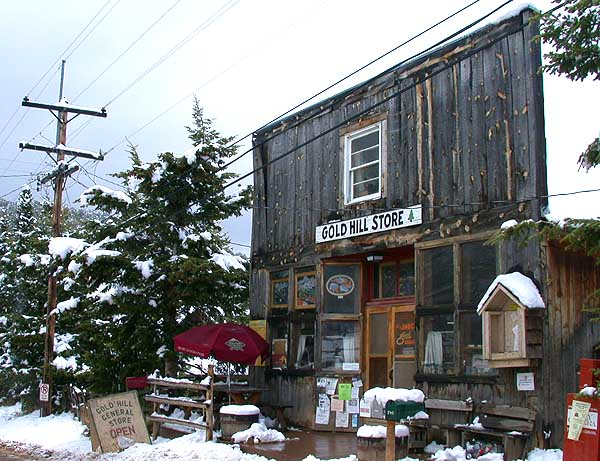
Le en de Gold Hill

Le village fut d'abord un camp minier après la découverte d'or en 1859, qui entraîna la première ruée vers l'or du Colorado.

## Gold hill dans la culture
Morris met en scène cette fièvre de l'or en 1965 dans l'album La Ville Fantôme  de Lucky Luke.

## Démographie
| 2000 | 2010 | - | - | - | - |
| ---- | ---- | - | - | - | - |
| 210  | 230  | - | - | - | - |